# Chicago Marathon 2012

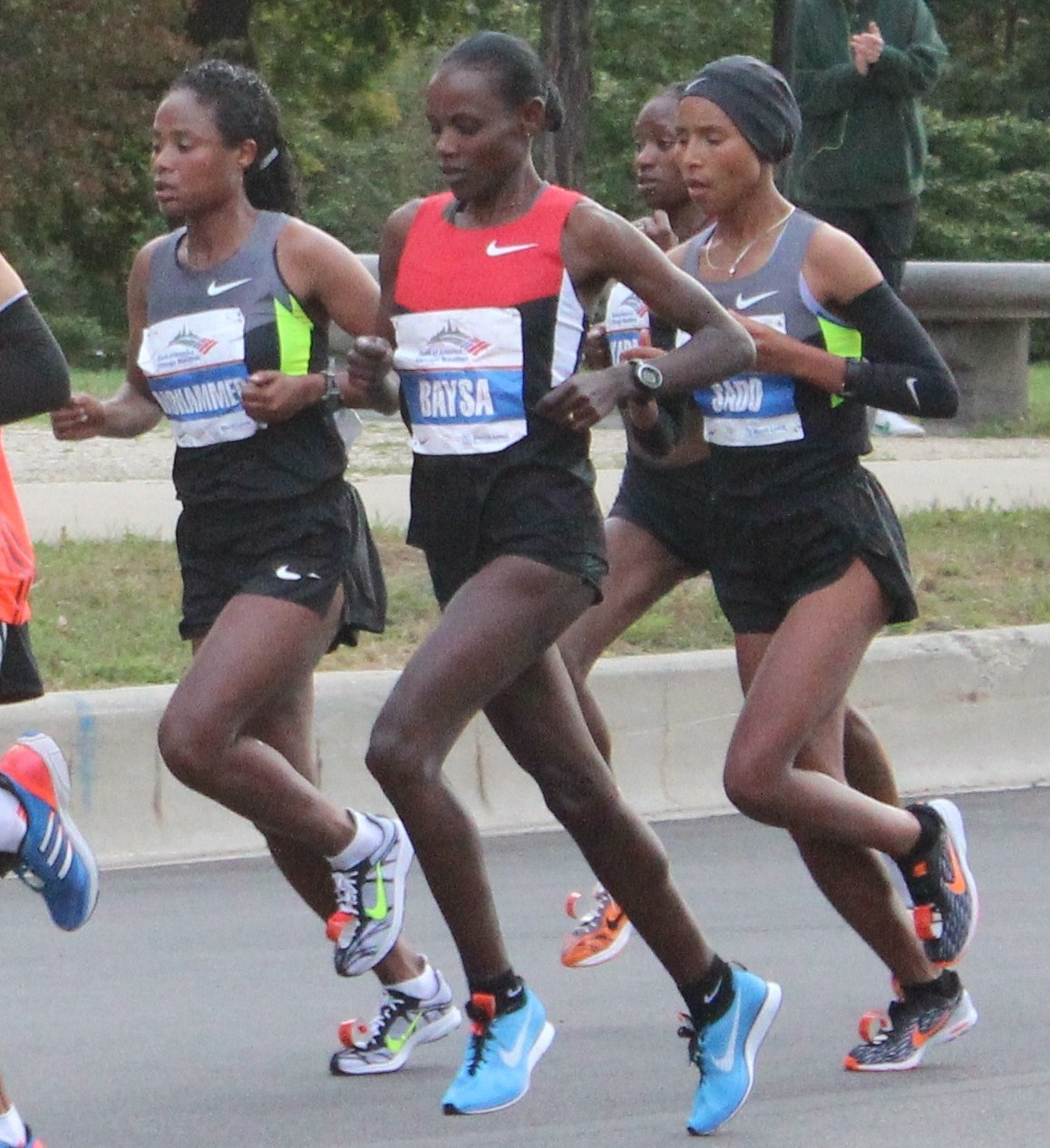
Beeld van de kopgroep bij de vrouwen.

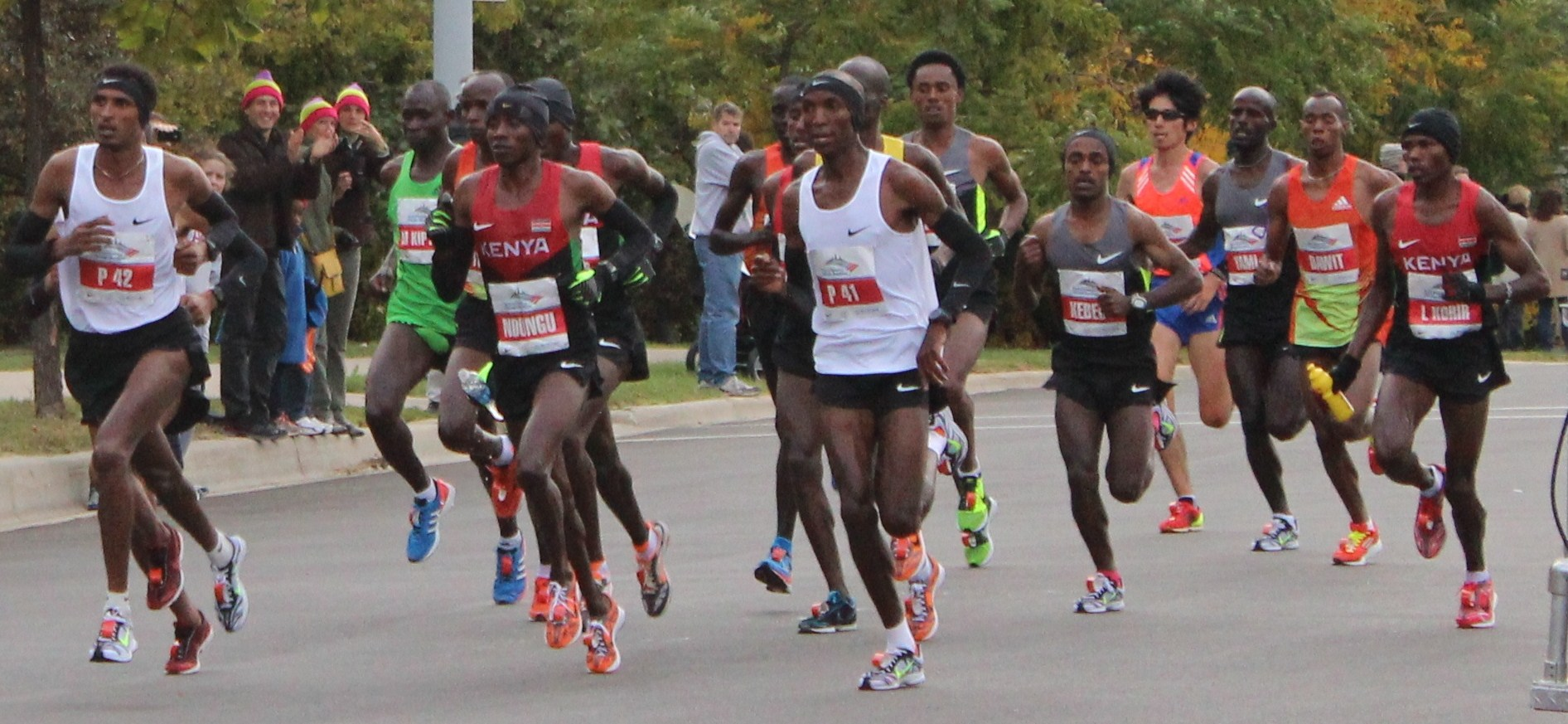
De kopgroep van de mannen in actie.

De Chicago Marathon 2012 werd gelopen op zondag 7 oktober 2012. Het was de 35e editie van deze marathon.
Bij de mannen was het de 25-jarige Ethiopiër Tsegay Kebede, die als eerste over de streep kwam in 2:04.38. Hij verbeterde hiermee met bijna een minuut het parcoursrecord, dat sinds vorig jaar in handen was van Moses Mosop. In de slotkilometers liep hij weg van zijn landgenoot Feyisa Lilesa, die tweede werd in 2:04.52. Een andere landgenoot, Tilahun Regassa, maakte het Ethiopische podium compleet door derde te worden in 2:05.27. De Ethiopische Atsede Baysa won bij de vrouwen in 2:22.03. Zij had slechts één seconde voorsprong op de Keniaanse Rita Jeptoo, die in 2:22.04 over de finish kwam. Lilia Sjoboechova, de winnares in 2009, 2010 en 2011, finishte ditmaal als vierde atlete. In 2014 werd de Russische echter uit alle genoemde uitslagen geschrapt, nadat er afwijkingen in haar biologisch paspoort waren geconstateerd. Hierdoor schoof de Keniaanse Caroline Rotich, die in 2:23.22 vijfde was geworden, op naar de vierde plaats.

## Uitslagen

### Mannen
| rang   | naam              | land | tijd    |
| ------ | ----------------- | ---- | ------- |
| Goud   | Tsegay Kebede     | ETH  | 2:04.38 |
| Zilver | Feyisa Lilesa     | ETH  | 2:04.52 |
| Brons  | Tilahun Regassa   | ETH  | 2:05.27 |
| 4      | Sammy Kitwara     | KEN  | 2:05.54 |
| 5      | Wesley Korir      | KEN  | 2:06.13 |
| 6      | Bernard Kipyego   | KEN  | 2:06.40 |
| 7      | Samuel Ndungu     | KEN  | 2:07.26 |
| 8      | Dadi Yami         | ETH  | 2:07.43 |
| 9      | Dathan Ritzenhein | USA  | 2:07.47 |
| 10     | Abdullah Dawit    | ETH  | 2:08.39 |

### Vrouwen
| rang   | naam                   | land | tijd    |
| ------ | ---------------------- | ---- | ------- |
| Goud   | Atsede Baysa           | ETH  | 2:22.03 |
| Zilver | Rita Jeptoo            | KEN  | 2:22.04 |
| Brons  | Lucy Kabuu             | KEN  | 2:22.41 |
| 4      | Caroline Rotich        | KEN  | 2:23.22 |
| 5      | Fatuma Sado            | ETH  | 2:26.09 |
| 6      | Renee Metivier Baillie | USA  | 2:27.17 |
| 7      | Dot McMahan            | USA  | 2:32.11 |
| 8      | Stephanie Pezzullo     | USA  | 2:32.42 |
| 9      | Laura Portis           | USA  | 2:37.18 |
| 10     | Addie Bracy            | USA  | 2:41.29 |
| DSQ    | Lilia Sjoboechova      | RUS  | 2:22.59 |
| DSQ    | Maria Konovalova       | RUS  | 2:25.38 |

1977 ·
1978 ·
1979 ·
1980 ·
1981 ·
1982 ·
1983 ·
1984 ·
1985 ·
1986 ·
1987 ·
1988 ·
1989 ·
1990 ·
1991 ·
1992 ·
1993 ·
1994 ·
1995 ·
1996 ·
1997 ·
1998 ·
1999 ·
2000 ·
2001 ·
2002 ·
2003 ·
2004 ·
2005 ·
2006 ·
2007 ·
2008 ·
2009 ·
2010 ·
2011 ·
2012 ·
2013 · 
2014 · 
2015 · 
2016 · 
2017 · 
2018 · 
2019 · 
2021 · 
2022 · 
2023